# Templo de Apolo (Siracusa)
El Templo de Apolo (en griego antiguo: Ἀπολλώνιον, romanizado: Apollonion, en italiano: Tempio di Apollo) fue un antiguo templo griego dedicado al dios Apolo en Siracusa, Sicilia, actual Italia. Estaba situado en la parte norte de la isla de Ortigia. Las ruinas del templo se encuentran entre las actuales Via dell'Apollonion y Via del Mercato.

## Historia

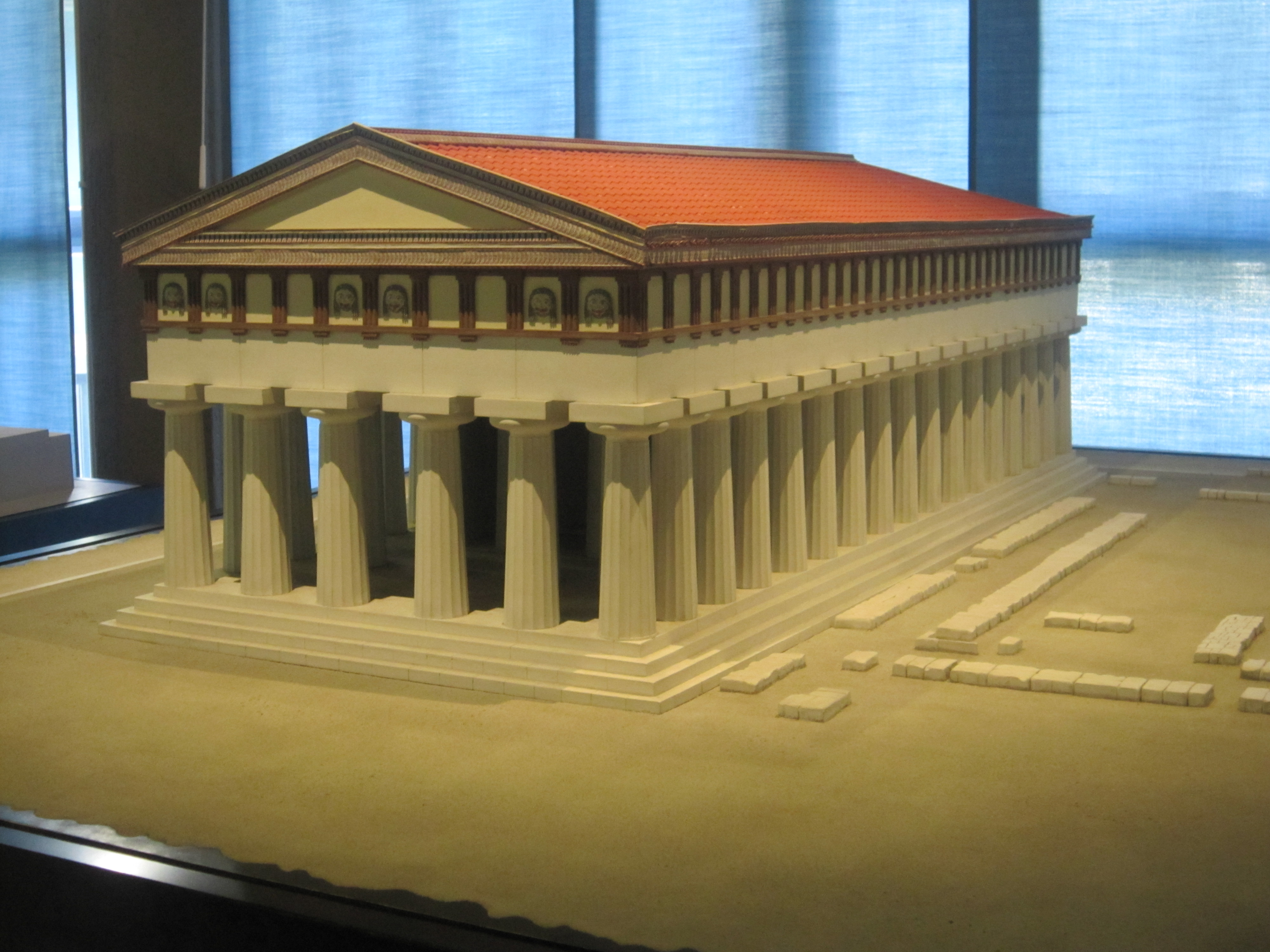
Maqueta del templo Museo Arqueológico Regional de Siracusa.

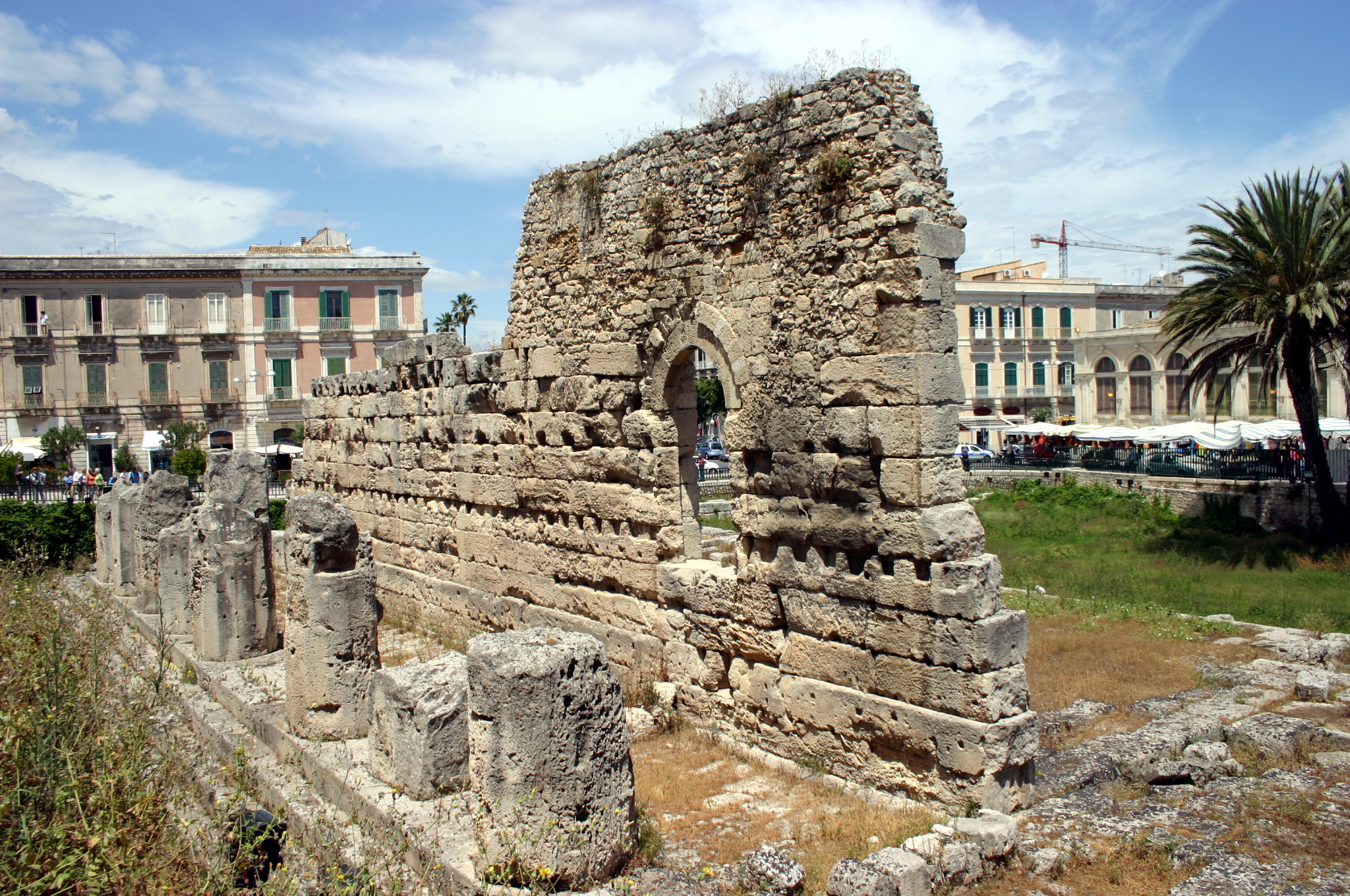
Ruinas del templo y posteriores estructuras bizantinas y normandas.

Fue construido en la época arcaica alrededor del año 565 a. C. Según una inscripción encontrada en el templo, su arquitecto fue el hijo de Cleomenes Cnidieidas. Otro nombre que puede aparecer en la inscripción es Epicles, pero este dato es discutido. Se cree que el edificio se inspiró en una fase anterior del Hereo de Samos, el llamado Templo de Roikos, construido unos diez años antes. El templo de Apolo es el primer ejemplo de arquitectura monumental en piedra de Sicilia y ejerció una gran influencia en el desarrollo de la arquitectura de templos en las regiones griegas occidentales. Sufrió frecuentes modificaciones a lo largo de su historia.
Los restos del templo se descubrieron en 1862 y en 1943 se llevaron a cabo excavaciones|arqueológicas sistemáticas.

## Descripción
Estaba situado cerca de la entrada a la isla de Ortigia. Era de  estilo dórico. Era alargado y medía unos 21,6 × 55,3 m. Tenía seis columnas en los lados cortos y 17 en los largos. Las columnas tenían 16 acanaladuras verticales. La entrada, como es típico, estaba en el extremo oriental. Entre el extremo oriental de la columnata y el pronaos había otra fila de seis columnas. Delante del pronaos había dos columnas (dístilo in antis). Detrás estaba la naos o cella y en su lado occidental el ádyton. Dos filas de siete columnas dividían la naos en tres naves.

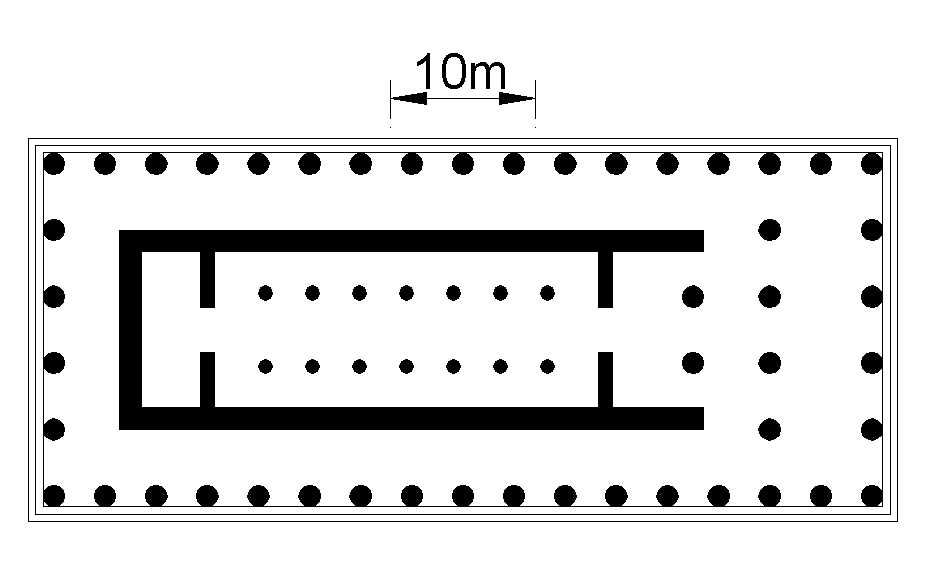
Planta del templo.

La fecha antigua del templo se refleja en los detalles que dan una impresión de voluminosidad y proporciones arcaicas. El espacio entre las columnas era relativamente pequeño en relación con su grosor. Las columnas estaban coronadas por un arquitrabe excepcionalmente alto. El templo estaba decorado con triglifos y metopas, cuya disposición no seguía la posición de las columnas.